# 1988 aux échecs
| Années des échecs : 1985 - 1986 - 1987 - 1988 - 1989 - 1990 - 1991    |
| Décennies des échecs : 1950 - 1960 - 1970 - 1980 - 1990 - 2000 - 2010 |

Cet article présente les faits marquants de l'année 1988 aux échecs.

## Événements majeurs
- Olympiade d'échecs de Thessalonique : 
  - Classement masculin : 1er URSS, 2e Angleterre, 3e Pays-Bas. Garry Kasparov et Anatoli Karpov font partie de l'équipe victorieuse.
  - Classement féminin : 1er Hongrie, 2e URSS, 3e Yougoslavie. Dans l'équipe victorieuse de Hongrie sont présentes les trois sœurs Polgar : Judit Polgár, Susan Polgar et Zsófia Polgár.
- Maïa Tchibourdanidzé conserve son titre de championne du monde féminine face à Nana Ioseliani
- Le Français Joël Lautier devient champion du monde des moins de 20 ans. Le titre féminin est remporté par la Soviétique Alisa Galliamova.
- La pratique du jeu d'échecs est à nouveau autorisée par l'ayatollah Ruhollah Khomeini en Iran, après son interdiction en 1979, conséquence de la révolution islamique de 1979[1].

## Tournois et opens
- Anatoli Karpov remporte le Tournoi de Wijk aan Zee

## Championnats nationaux
- Argentine : Jorge Rubinetti remporte le championnat[2],[3]. Chez les femmes, Claudia Amura s’impose.
- Autriche : Pas de championnat[4]. Chez les femmes, Jutta Borek[5].
- Belgique : Michel Jadoul et Richard Meulders remportent le championnat[6]. Chez les femmes, Chantal Vandevoort s’impose[7].
- Brésil: Herman Claudius van Riemsdijk remporte le championnat[8]. Chez les femmes, c’est Palas Atena Veloso qui s’impose.
- Canada : Pas de championnat[9].Chez les femmes, pas de championnat[10].
- Chine :  Wang Zili remporte le championnat[11]. Chez les femmes, Qin Kanying s’impose.
- Écosse : Roddy McKay remporte le championnat [12].
- Espagne : Jésus de la Villa Garcia remporte le championnat[13]. Chez les femmes, c’est Mª Luisa Cuevas qui s’impose[14].
- États-Unis : Michael Wilder remporte le championnat[15]. Chez les femmes, pas de championnat[16].
- Finlande: Jouni Yrjölä remporte le championnat[17].
- France : Gilles Andruet remporte le championnat [18]. Chez les femmes, pas de championnat[19].
- Guatemala : Carlos Armando Juárez[20]
- Inde : Viswanathan Anand remporte le championnat[21].
- Iran : Pas de championnat[22].

- Pays-Bas : Rudy Douven remporte le championnat [23]. Chez les femmes, c’est Jessica Harmsen qui s’impose.
- Pologne : Włodzimierz Schmidt remporte le championnat[24].
- Royaume-Uni : Jonathan Mestel remporte le championnat[25].

- Ratmir Kholmov et Vadim Ruban remportent le championnat de Russie à Voronej

- Suisse : Roland Ekström remporte le championnat [26]. Chez les dames, c’est Claude Baumann qui s’impose[27].
- RSS d'Ukraine : Valeri Neverov remporte le championnat[28],[29], dans le cadre de l’U.R.S.S.. Chez les femmes, Elena Sedina s’impose[30].
- République fédérative socialiste de Yougoslavie : Ivan Sokolov remporte le championnat[31],[32]. Chez les femmes, Vesna Basagic s’impose.

## Divers
- Bachar Kouatly devient le premier joueur français à obtenir le titre de Grand maître international.

## Naissances
- Igor Kovalenko
- Viktor Láznička
- Rauf Mamedov
- Markus Ragger

## Nécrologie
- En 1988 : İsmet İbrahimoğlu (en), Ion Gudju (en)
- 5 janvier : Giorgio Porreca
- 21 janvier : Ramón Rey Ardid
- 23 mars : Vilhelmina Kaušilaitė-Kutavičienė (en)
- 4 avril : Herbert Heinicke (en)
- 16 avril : Milton Hanauer (en)
- 2 mai : Berthold Koch (en)
- 10 mai : Arne Kroghdahl (en)
- 15 mai : Kristian Sköld (en)
- 16 mai : Ernő Gereben
- 29 mai : Daan de Lange (en)
- 25 juin : Maurice Fox
- 30 juin : Bernardo Wexler (en)
- 14 juillet : Vincenzo Nestler
- 22 septembre : Iossif Krikheli
- 23 septembre : Rudolf Pitschak (en)
- 22 octobre : Hans Platz (en)
- 13 novembre : Béla Perényi (en)
- 27 novembre : Johannes Donner
- 5 décembre : Erik Lundin
- 13 décembre : Wally Henschel
- 16 décembre : Antonio Rico (en)